# The Mindy Project
The Mindy Project är en amerikansk komediserie som hade premiär på Fox den 25 september 2012. Serien är skapad av Mindy Kaling som även spelar huvudrollen. Efter tre säsonger la Fox ner serien varpå Hulu valde att visa seriens fjärde, femte och sjätte säsong.

## Handling
Serien följer förlossningsläkaren och gynekologen Mindy Lahiri (Kaling) och hennes medarbetare på mottagningen. Kaling har uppgett att karaktären är inspirerad av hennes mor som också arbetade som förlossningsläkare och gynekolog.

## Roller i urval

### Huvudroller
- Mindy Kaling – Dr. Mindy Lahiri
- Chris Messina – Dr. Danny Castellano
- Ed Weeks – Dr. Jeremy Reed
- Zoe Jarman – Betsy Putch
- Ike Barinholtz – Morgan Tookers
- Beth Grant – Beverley Janoszewski
- Xosha Roquemore – Tamra
- Adam Pally – Dr. Peter Prentice
- Anna Camp – Gwen Grandy
- Amanda Setton – Shauna Dicanio
- Stephen Tobolowsky – Dr. Marc Shulman

### Återkommande roller
| - Tommy Dewey – Josh Daniels - Utkarsh Ambudkar – Rishi Lahiri - Kelen Coleman – Alex - Mark Duplass – Brendan Deslaurier - Jay Duplass – Duncan Deslaurier - Bill Hader – Tom McDougall - Anders Holm – Casey Peerson - Chloë Sevigny – Christina - Ellie Kemper – Heather - Glenn Howerton – Cliff Gilbert - Mort Burke – Parker - Mary Grill – Maggie - Max Minghella – Richie Castellano | - Rhea Perlman – Annette Castellano - Jenny O'Hara – Dot - Tracey Wigfield – Lauren - Tim Daly – Charlie Lang - Joanna Garcia – Sally Prentice - Ellie Kemper – Heather - Niecy Nash – Dr. Jean Fishman - Randall Park – Dr. Colin Lee - Josh Peck – Ray Ron - B.J. Novak – Jamie - Allison Williams – Jillian |

### Gästroller
| - Seth Rogen – Sam - Ed Helms – Dennis - James Franco – Dr. Paul Leotard - Drea De Matteo – Kelsey - Common – säkerhetsvakt vid Empire State Building - Maria Menounos – sig själv - Amar'e Stoudemire – sig själv - Baron Davis – sig själv - Danny Granger – sig själv - Clay Matthews III – sig själv - Moby – sig själv - Kris Humphries – sig själv - Kevin Smith – sig själv - Dana White – sig själv - Josh Peck – Ray Ron - Dan Castellaneta – Marty - Seth Meyers – Matt - Josh Meyers – Adam | - Ben Feldman – Jason - Kendra Wilkinson – Marie - Alan Dale – Alfred - Timothy Olyphant – Graham - Vanessa Bayer – Mary - Tyler the Creator – sig själv - C.J. Wilson – sig själv - Shawne Merriman – sig själv - Dan Hedaya – Dannys far - Jenna Dewan-Tatum – Brooke - Anna Gunn – Sheila Hamilton - Max Greenfield – Lee - Peter MacNicol – David Adler - Rob McElhenney – Lou Tookers - Shonda Rhimes – sig själv - Allison Tolman – Abby Berman - Yeardley Smith – Carolyn | - Fred Grandy – Dr. William Ledreau - Ken Burns – sig själv - Ana Gasteyer – Barb Gurglar - Lee Pace – Alex Eakin - Chrissy Teigen – Grace - John Cho – Greg - Vanessa Williams – Dr. Suzanne Phillips - Kris Jenner – sig själv - Stephen Colbert – Father Michael O'Donnell - Laverne Cox – Sheena - Cristin Milioti – Whitney - Laura Dern – Dr. Ludmilla Trapezikov - Joseph Gordon-Levitt – Matt Sherman - Freida Pinto – sig själv - Kunal Nayyar – Sendhil - Ajay Mehta – Tarun Lahiri, Mindys far - Sakina Jaffrey – Sonu Lahiri, Mindy mor |